# Izvoraș-67
 Izvoraș-67  este un club de fotbal din Ratuș, Republica Moldova. Echipa a fost înființată inițial la Drăsliceni sub numele Izvoraș-67 Drăsliceni, și cea mai mare perioadă din existența sa a petrecut-o în Divizia "A". În prezent evoluează în Divizia "B" Centru, după ce în 2009 a retrogradat din Divizia "A".

Logo-ul anterior

## Palmares
- Divizia "B" Nord

Câștigătoare (1): 2005-06